# John Collee
John Gerald Collee (né en 1955) est un romancier, journaliste et scénariste écossais qui a notamment rédigé les scénarios de Master and Commander : De l'autre côté du monde (2003), Happy Feet (2006), Création (2009) et Sur la terre des dinosaures (2013). Collee a pratiqué la médecine et écrit de nombreux romans avant de devenir scénariste à plein temps. Il donne occasionnellement des conférences sur l'écriture créative.
Il est marié à Deborah Snow avec qui il a trois enfants.

## Biographie
Collee est né en 1955 de l'union d'Isobel McNay Collee (née Galbraith) et de J. Gerald Collee, commandeur de l'ordre de l'Empire britannique, professeur de bactériologie à l'université d'Édimbourg. Collee grandit à Édimbourg, en Écosse, ainsi qu'en Inde. Il étudie la médecine à l'université d’Édimbourg de 1972 à 1979 et commence à pratiquer dans les villes de Cambridge, Bath et Bristol. En trois années de pratique médicale, il écrit un thriller médical intitulé Kingsley's Touch qui est publié en 1984. Collee travaille ensuite comme médecin d'urgence à l'étranger, au Gabon, à Madagascar et au Sri Lanka. Il écrit alors un second roman intitulé A Paper Mask, publié en 1987. Les droits du roman sont achetés et Collee écrit le scénario pour le réalisateur Christopher Morahan qui réalise le film Paper Mask en 1990. Avec les revenus tirés de ce scénario, il publie un troisième roman en 1991 : The Rig. Dans la période suivant l'édition de ce dernier roman, il devient chroniquer hebdomadaire pour The Observer en écrivant des articles sur les voyages, la science et la médecine durant un total de six années. A Londres, il est l'un des premiers membres du club Groucho et fait alors partie d'un groupe informel d'écrivains et de cinéastes britanniques incluant Helen Fielding, Richard Curtis, Richard Rayner et Paul Greengrass.
Collee rencontre son épouse, Deborah Snow, alors qu'il escorte un convoi médical sur la route de l'Azerbaïdjan. Elle est correspondante TV à Moscou pour l'Australian Broadcasting Corporation. Il débute alors la rédaction d'un livre consacré à la médecine soviétique : The Kingdom of the Blind. Le livre n'est pas publié mais lorsqu'il se rend pour une année aux Îles Salomon en qualité de médecin, il est accompagné de Snow. Ils y ont alors leur premier enfant, Lauren. Il travaille à Londres pour un court moment avant de gagner Sydney en 1996 pour rencontrer plusieurs réalisateurs comme Peter Weir et George Miller. Pour Weir, Colle écrit le scénario de Master and Commander : De l'autre côté du monde ; pour Miller, celui de Happy Feet.
Collee et Snow ont trois enfants et vivent à Sydney. Ses travaux les plus récents à être portés à l'écran incluent les scénarios de Création, consacré à la vie de Charles Darwin ainsi que Sur la terre des dinosaures.
La compagnie « Hopscotch Features » est un partenariat entre John Collee, Andrew Mason et Troy Lum. Leur récente collaboration inclut The Water Diviner, Adoration, Dans l'ombre de Mary et I, Frankenstein.
Engagé pour l'environnement ainsi que dans la communication en matière scientifique, il est devenu membre du conseil d'administration de la branche australienne du groupe d’activistes 350.org,.

## Scénarios
- 1990 : Paper Mask
- 1997 : The Heart Surgeon
- 2003 : Master and Commander : De l'autre côté du monde
- 2006 : Happy Feet
- 2009 : Création
- 2010 : Le Royaume de Ga'hoole
- 2013 : Sur la terre des dinosaures
- 2015 : Tanna
- 2016 : Tarzan de David Yates (coscénariste avec Stuart Beattie, Craig Brewer et Adam Cozad)
- 2018 : Attaque à Mumbai (Hotel Mumbai) d'Anthony Maras
- 2023 : Lee Miller d'Ellen Kuras
- 2024 : The Return, le retour d'Ulysse (The Return) d'Uberto Pasolini
- 2024 : Monkey Man de Dev Patel